# Doña Remedios Trinidad
El pueblo de Doña Remedios Trinidad es uno de los municipios que componen la provincia de Bulacán en Filipinas.

## Geografía
El pueblo tiene un superficie de 932,97 kilómetros cuadrado. El pueblo está situada 65 kilómetros al nordeste de Manila. 
Según el censo de 2000, su población es de 16,636 habitantes en 2,808 casas.

## Barrios
El pueblo tiene 8 barrios:
- Bayabas
- Kabayunan
- Camachin
- Camachile
- Kalawakan
- Pulong Sampalok
- Talbak
- Sapang Bulak

- Datos: Q54566
- Multimedia: Doña Remedios Trinidad, Bulacan / Q54566

1. ↑  Worldpostalcodes.org, código postal n.º 3009.